# مکتوبات (مولوی)
مکتوبات (یا مکاتیب)، نام مجموعهٔ نامه‌های صد و پنجاه‌گانه‌ای است که از مولانا جلال‌الدین محمد بلخی (مولوی) به یادگار مانده‌است. از سه اثر منثور مولوی، مکتوبات را نباید چون دیگر آثار او تلقی کرد، هر چند در آن کتاب هم گهگاه مولانا در حال و هوای دیوان کبیر و مثنوی پرواز کرده‌است، از جمله در نامهٔ صد و سی‌ام که به حسام‌الدین چلبی نوشته‌است، اما محتوای بسیاری از نامه‌ها دنیوی است و توصیه‌هایی به این امیر و آن وزیر که کار این و آن را روبه‌راه کنند و در رفع دشواری و اصلاح امور مردم غفلت نکنند. این نامه‌ها در زمان‌های مختلف و با نیات مختلف تقریر شده‌است.
شمار نامه‌های مولوی اگر هم بیش از اینها باشد تاکنون به دست نیامده است. اما همین‌ها هم بس است تا ما را با شیوهٔ نثر او آشنا سازد. از این نامه‌ها جز سه تا که از طرف او نوشته شده و یکی دو تا که املاء وی است، بقیه به خط خود اوست و وقتی که آن‌ها را می‌خوانیم می‌توانیم یقین بدانیم که قلم ادیبانهٔ خود مولانا آن‌ها را نگاشته و دخل و تصرفی در آن نشده‌است. نامه‌های مولانا، گرچه از آیات قران و حدیث و شعر و برخی نکته‌های عارفانه خالی نیست، بیشتر حال و احوال یاران و بستگان و درویشان او را نمایش می‌دهد و از نظر تحقیق در تاریخ سلجوقیان و شناخت روحیات مولانا از جهت مناسبات او با مردمی که در ایجاد فضای زندگی او نقش داشتند – از حکومتیان و غیر آنان – ارزشمند است.

## سبک نگارش
این نامه‌ها به زبان فارسی تصنیف شده‌اند و مخاطب آنها شاگردان، اعضای خانواده، دولتمردان و افراد صاحب نفوذ است. نامه‌های مولانا نشان از اداره جامعه‌ای از شاگردان که در اطراف وی گرد آمده بودند می‌دهد. بر خلاف سبک فارسی دو اثر منثورِ «فیه ما فیه» و «مجالس سبعه»، مولانا مکتوبات را به صورت آگاهانه‌ای پیچیده و مطابق با سبک مکاتبه با نجیبان، دولتمردان و پادشاهان نگاشته‌است.